# Ovceari, Kărdjali
Ovceari (în bulgară Овчари) este un sat în comuna Krumovgrad, regiunea Kărdjali,  Bulgaria. 

## Demografie
Componența etnică a satului Ovceari
     Turci (99,29%)
     Nicio identificare (0,7%)
     Altele (0%)
La recensământul din 2011, populația satului Ovceari era de 142 locuitori. Din punct de vedere etnic, majoritatea locuitorilor (99,29%) erau turci. Pentru 0,7% din locuitori nu este cunoscută apartenența etnică.